# Kultura Yangshao

Zasięg kultury Yangshao

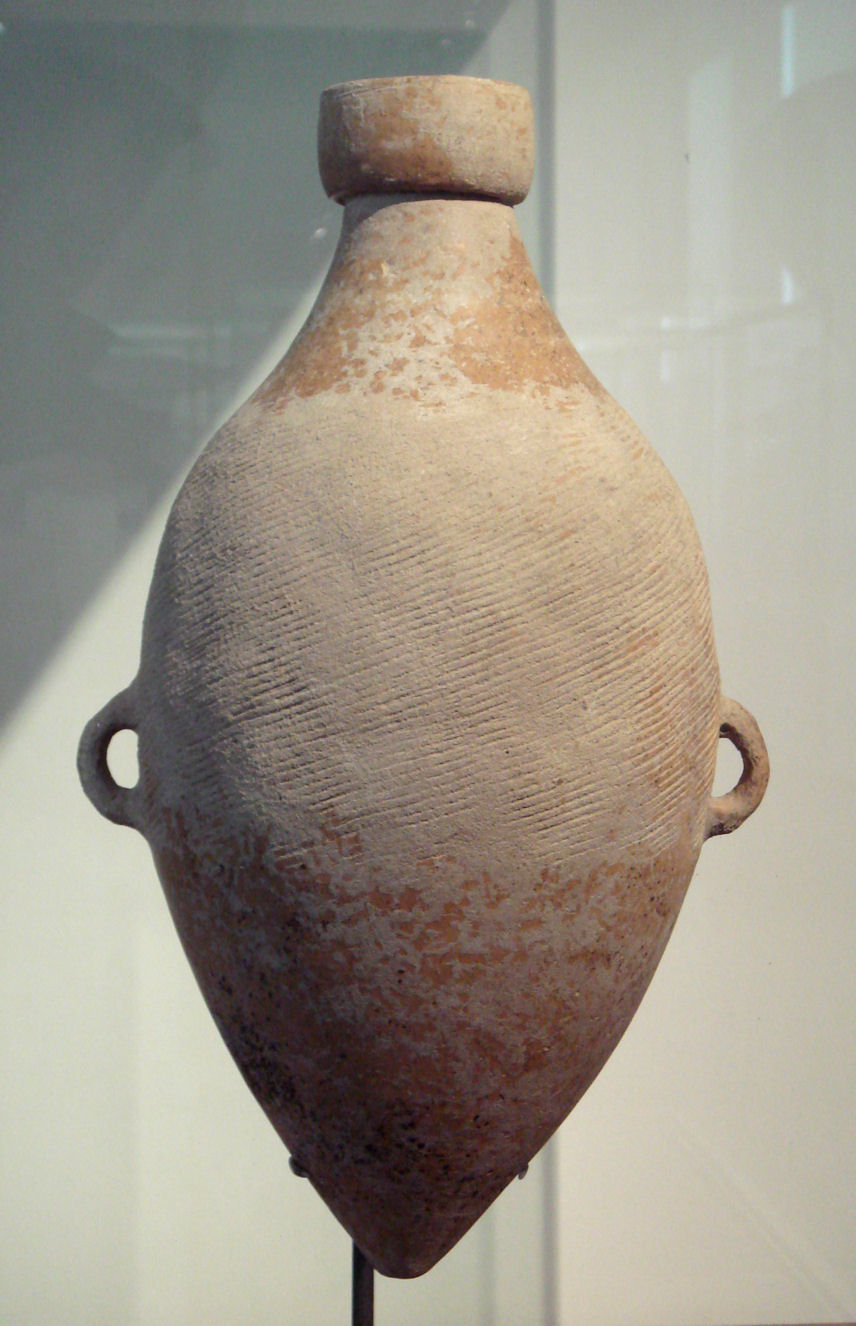
Ceramiczna amfora z okresu kultury Yangshao. Muzeum Guimet

Kultura Yangshao (chiń. 仰韶文化, Yǎngsháo wénhuà) – chińska kultura neolityczna, która wykształciła się w rejonie centralnego biegu rzeki Huang He zajmowanym przez prowincje Henan, Shanxi, Shaanxi. Czas jej trwania datowany jest okres 5000–3000 p.n.e. Odkryta została przez szwedzkiego geologa J.G. Anderssona w 1920 roku. Nazwa pochodzi od pierwszej odkrytej osady (w chińskiej prowincji Henan). Obecnie znanych jest ponad 1000 stanowisk tej kultury, z których najważniejszym jest Banpo.
Kultura znana jest z wyrobów ceramicznych wykonywanych na wolnoobrotowych kołach garncarskich lub lepionych ręcznie. Należą do nich wazy, czary i urny grzebalne malowane na szarym, brązowym lub czerwonym tle farbami w kolorach: czarnym, czerwonym, żółtym i białym, dekoracjami w kształcie spiral i innych figur geometrycznych (rombów, kwadratów, trójkątów) oraz zgeometryzowanych twarzy, zwierząt i ryb. Część wyrobów pozbawiona jest dekoracji (najprawdopodobniej są to naczynia codziennego użytku). Rytmicznie powtarzalny ornament najprawdopodobniej miał związek z rytuałami magicznymi i praktykami szamanistycznymi. Przypuszcza się, że spirale symbolizowały wodę, zygzaki błyskawice, a meandry chmury.
Ludność kultury Yangshao mieszkała w niewielkich wioskach, składających się z półpodziemnych domów o owalnym kształcie i zajmowała się uprawą prosa.